# إرشادات منظمة التعاون والتنمية للشركات متعددة الجنسيات
إرشادات منظمة التعاون والتنمية للشركات متعددة الجنسيات هي مؤشر إعلان منظمة التعاون والتنمية في الاستثمار الدولي والشركات متعددة الجنسيات. فهي توصيات توفر مبادئ ومعايير للسلوك التجاري المسؤول عن الشركات متعددة الجنسيات التي تعمل داخل أو من الدول المنضمة إلى الإعلان. المبادئ التوجيهية من الناحية القانونية غير ملزمة. في الأصل تم اعتماد الإعلان والمبادئ التوجيهية من قبل منظمة التعاون الاقتصادي والتنمية في عام 1976 والمعدلة في عام 1979، 1982، 1984، 1991، 2000 و 2011.